# Universität Latakia
Die Universität Latakia (arabisch جامعة اللاذقية, DMG Ǧāmiʿat al-Lādhiqīyah) ist eine staatliche Universität in Latakia und die drittgrößte Universität in Syrien.
Die Universität Latakia wurde 1971 unter ihrem aktuellen Namen gegründet. 1975 erhielt sie den Namen Tischrin-Universität im Gedenken an den Oktoberkrieg, da der Monat Oktober im levantinischen Arabisch Tischrin genannt wird. Am 25. Dezember 2024, nach dem Sturz des Regimes von Bashar al-Assad, wurde die Universität wieder auf ihren ursprünglichen Namen, Universität Latakia, umbenannt.

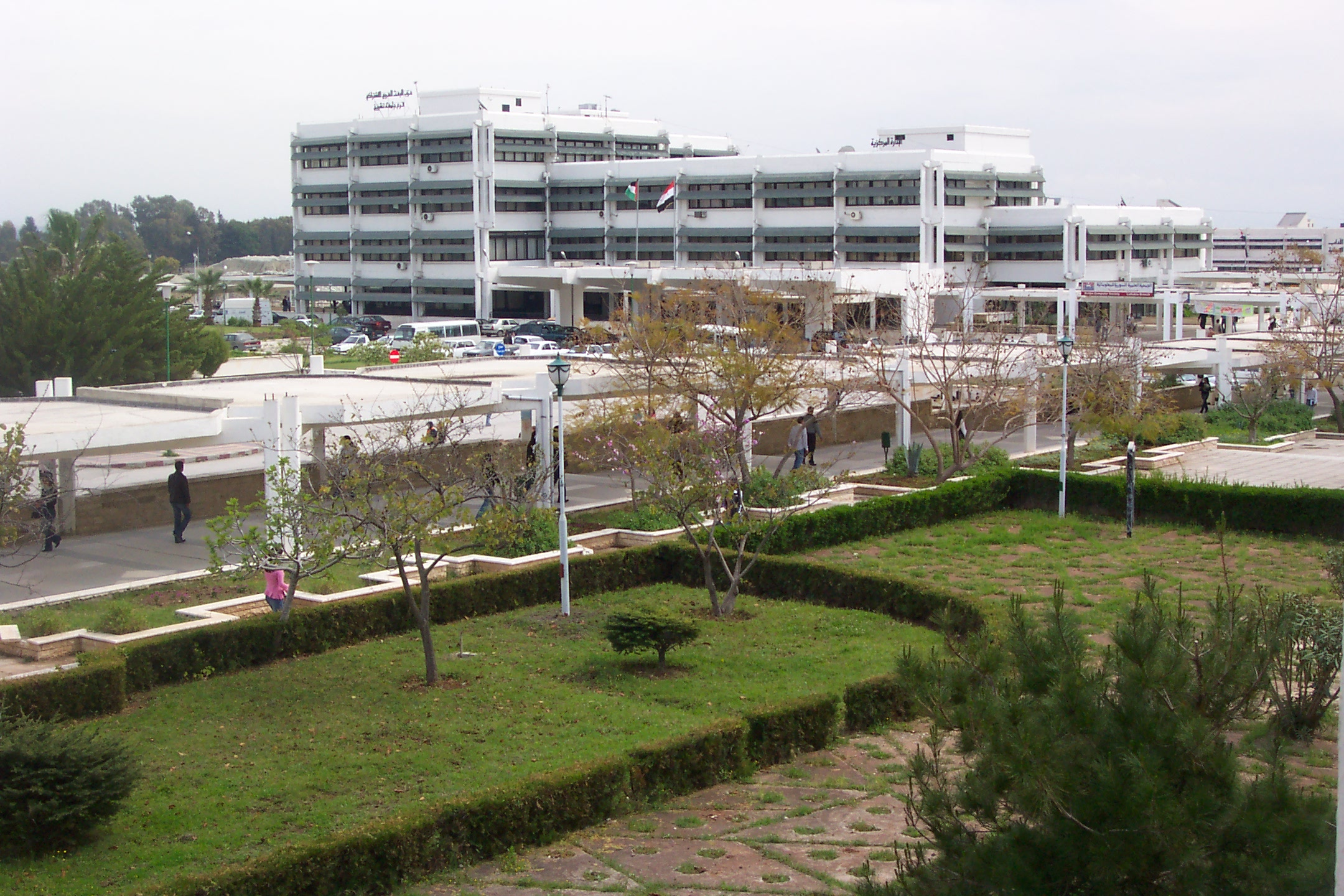
Universität von Latakia

## Fakultäten
Unter anderem gibt es auf der Universität Latakia diese Fakultäten:
- Fakultät für Architektur
- Fakultät für Bauingenieurwesen
- Fakultät für Naturwissenschaften
- Fakultät für Medizin
- Fakultät für Maschinenbau- und Elektroingenieurwesen
- Fakultät für Zahnmedizin
- Fakultät für Wirtschaftswissenschaften
- Fakultät für Pharmazie
- Fakultät für Informatik
- Fakultät für Rechtswissenschaft